# Franklin Wheeler Mondell

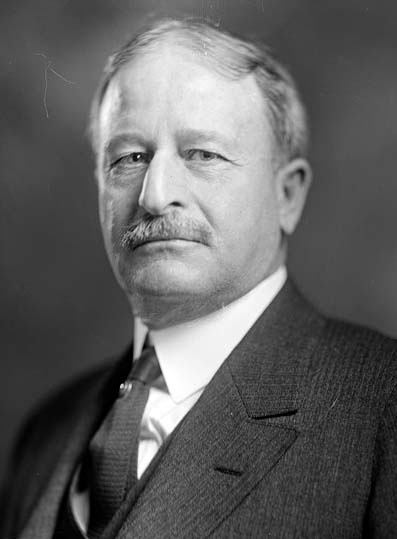
Franklin Wheeler Mondell

Franklin Wheeler Mondell (* 6. November 1860 in St. Louis, Missouri; † 6. August 1939 in Washington, D.C.) war ein US-amerikanischer Politiker.

## Leben und Wirken
Mondell wuchs im Dickinson County in Iowa auf. 1887 zog er ins Wyoming-Territorium und ließ sich in Newcastle nieder, einer Stadt, an deren Errichtung er beteiligt war. 1888 wurde Mondell zum Bürgermeister von Newcastle gewählt und übte dieses Amt bis 1895 aus. Als Wyoming 1890 ein Bundesstaat der Vereinigten Staaten wurde, wurde Mondell als Republikaner in den ersten Senat des Bundesstaates gewählt. Nach seiner Wiederwahl wurde er 1892 in der nächsten Legislaturperiode Senatspräsident.
Zwei Jahre später wurde er in das US-Repräsentantenhaus gewählt und vertrat dort seinen Staat vom 4. März 1895 bis zum 3. März 1897 sowie erneut vom 4. März 1899 bis zum 3. März 1923. Während des 66. und des 67. Kongresses war er der House Majority Leader im Repräsentantenhaus und somit der Fraktionschef der republikanischen Fraktion. 1922 bewarb er sich nicht um die Wiederwahl, sondern kandidierte stattdessen für einen Sitz im US-Senat. Er unterlag jedoch dem demokratischen Amtsinhaber John B. Kendrick.
Nach seinem Ausscheiden aus dem Kongress wurde Mondell 1923 zum Direktor der War Finance Corporation ernannt und behielt dieses Amt bis zu seinem Rücktritt Juli 1925. Daneben studierte er Jura und praktizierte nach seiner Aufnahme in die Anwaltschaft in Washington. Als Republikaner war Mondell mehrmals Delegierter zur Republican National Convention, nämlich 1892, 1900, 1904, 1908, 1912 und zuletzt 1924. Er starb 1939 in Washington und wurde auf dem Cedar Hill Cemetery beigesetzt.